# نظم التدفئة باستخدام الكتلة الحيوية

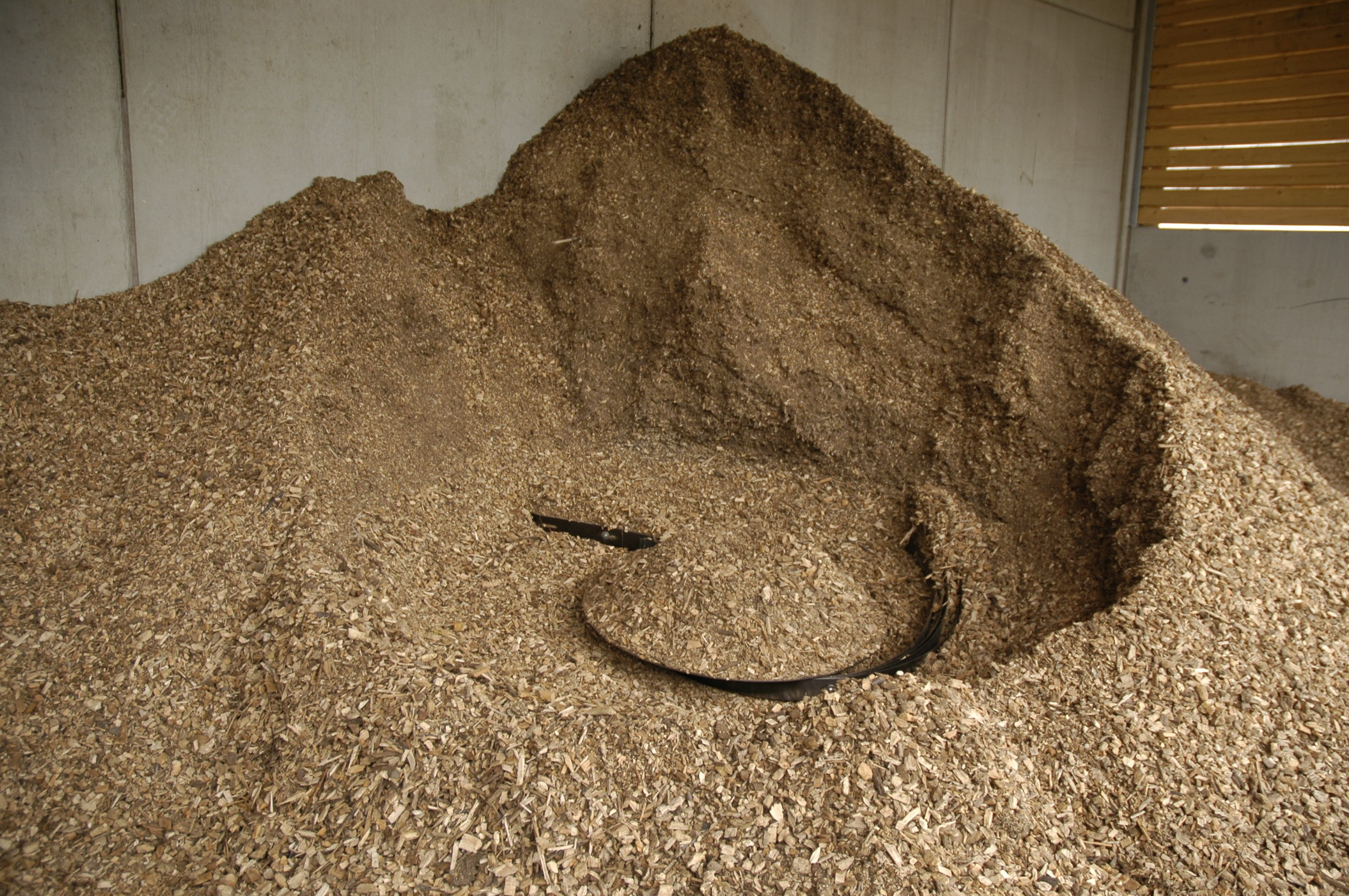
فتات الخشب في مستودع التخزين، في الوسط يوجد لولب ينقل المادة إلى المرجل

نظم التدفئة باستخدام الكتلة الحيوية تعني طرق توليد الحرارة من الكتلة الحيوية وهي: الاحتراق المباشر، التغويز، التوليد المشترك، هضم لاهوائي، هضم هوائي.

## فوائد التدفئة بالكتلة الحيوية
يستفاد من استخدام الكتلة الحيوية في نظم التدفئة في تقليل الضرر البيئي وذلك بسبب استعمال بقايا الزراعة والغابات ومخلفات المدن والمصانع لإنتاج الكهرباء والحرارة مما يؤدي إلى تخفيف من النفايات وإعادة استعمالها بشكل دائم ومستمر. يؤثر إنتاج الطاقة بالكتلة الحيوية على البيئة بشكل محدود وعلى المدى الطويل لأن الكربون في الكتلة الحيوية هو جزء من دورة الكربون الطبيعية، بينما الكربون في الوقود الأحفوري ليس كذلك حيث يضاف الكربون دائما إلى البيئة عند حرق الوقود (بصمة الكربون). قديما، كانت توفر الكتلة الحيوية في صورة وقود حطبي التدفئة لمعظم البشر قبل استخدام الوقود الأحفوري بكميات كبيرة.

## عوائق استعمال التدفئة بالكتلة الحيوية
إن استخدام الكتلة الحيوية على المستوى الكبير يقلل من إنتاج الغذاء، ويخفف من كمية سحب الغابات للكربون، وينزع المغذيات من التربة. يصنع احتراق الكتلة الحيوية ملوثات في الهواء ويضيف كميات معتبرة من الكربون إلى الغلاف الجوي وهذه الكميات لاتعود إلا بعد عقود من الزمن.
ينتج عن استخدام الكتلة الحيوية كوقود تلوث الهواء على شكل أحادي أكسيد الكربون وثنائي أكسيد النتروجين ومركبات عضوية متطايرة وأجرام وغيرها من الملوثات، في بعض الحالات تكون مستويات التلوث فوق مستوى التلوث بالوقود التقليدي مثل الفحم والغاز الطبيعي.

## أنواع نظم التدفئة باستخدام الكتلة الحيوية

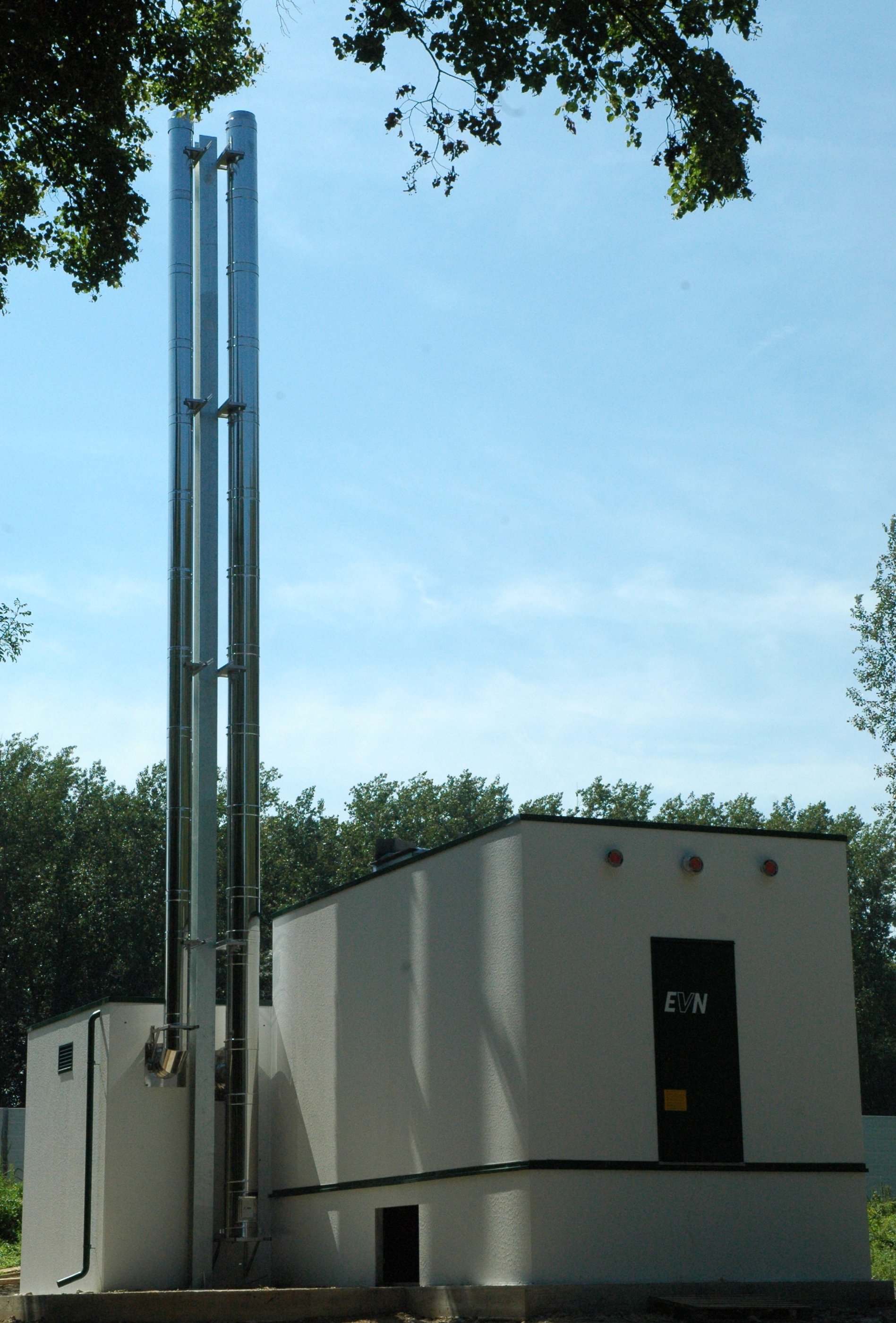
محطة تدفئة بالكتلة الحيوية في النمسا; تعادل قوة التدفئة 1000 كيلوواط

ظهر استخدام الكتلة الحيوية في نظم التدفئة في مختلف أنواع المباني وبكافة الاستعمالات المختلفة. هناك أربع أنواع من نظم التدفئة التي تستعمل الكتلة الحيوية لتسخين مرجل. هناك نوع ألي بالكامل، نصف ألي، بالتعبئة، وبالتوليد المشترك.

### ألي بالكامل
تُنقل المخلفات الخشبية المقطعة بواسطة الشاحنات وتفرغها في حاوية التخزين. يوصل نظام من الناقلات الخشب من حاوية التخزين إلى المرجل بمعدل مضبوط. ينظم هذا المعدل بواسطة متحكم وليزر يقيس حمل الطاقة التي تأتي من الناقلات. يعمل النظام بشكل ألي من ناحية التشغيل والإيقاف لحفظ الضغط والحرارة داخل المرجل. تقدم النظم الألية بالكامل راحة أثناء العمل لأنها لاتتطلب إلا عامل ميكانيكي لمراقبة الحاسوب ونقل الخشب بينما تقدم حلول فعالة من ناحية الكلفة والشمولية إلى المشاكل الصناعية المعقدة.

## وصلات خارجية
- Biomass Thermal Energy Council – Information on Biomass and legislation on biomass in the US
- Innovative biomass power plant based on pebble-heater technology and hot air turbine